# Ухряб
«Ухряб» — рассказ российского писателя Виктора Пелевина.

## Содержание
События рассказа Пелевина раннего периода происходят в советское время (судя по реплике «у нас за эти семьдесят лет столько непонятного набралось» — во второй половине 1980-х годов).
Герой рассказа, гуманитарий на пенсии Маралов, чтобы не чувствовать себя окончательно пенсионером, отвечает на письма читателей в журналы, например, на вопрос школьника: «Зачем я живу?» В остальное время он беседует с единственным учеником на общефилософские темы. И вот, во время очередной пьяной беседы, он высказывает неожиданную мысль, что Бог — персонифицированное обобщение всего непонятного в отдельной стране. Он объективно существует, и ему соответствует определённая религиозная мистика.
Наутро после похмелья выясняется, что идея укоренилась в душе её изобретателя в виде странного слова «ухряб». Герой начинает видеть вездесущий «ухряб» везде: в звуках разрубания мяса, в скрытом виде у классиков литературы («вот-с, умял двух рябчиков, да ещё…»), в виде акростиха в лозунгах («Успеха участникам XI международного фестиваля за разоружение и ядерную безопасность!»), в последовательности картин на стене (подсолнух, рябина).
Постепенно новое местное божество становится маниакальной страстью героя, он видит себя зажатым между двумя «ухрябами» как в прессе, а он не соглашается ещё признать себя им, хотя это нечестно, так как «ухряб» и внутри. Мания приводит к добровольной смерти героя — за городом в заснеженной яме, которая представляется ему «ухрябом-сырцом в изначальном виде», что и является естественным концом рассказа, последняя, девятая глава которого состоит из одного предложения: «Нашли его через два дня — лыжники, по торчащему из снега красному носку».

## Особенности
По мнению литературоведа Т. В. Щучкиной, герой «Ухряба», как и в большинстве других ранних рассказов Пелевина, в какой-то момент осознаёт бессмысленность окружающего мира. И герой должен смириться, так как иного выхода у него нет. Внезапно у него происходит озарение, и весь смысл окружающего мира сводится к слову «ухряб».
Слово «ухряб» предстаёт в виде идеи в платоновском смысле, идеальной модели бытия. В финале рассказа на Маралова «ухряб глядел отовсюду». Так Пелевин демонстрирует идею абсурда бытия.
В рассказе «Ухряб» Пелевин использует приём словесной игры: совмещение частей рядом стоящих слов с целью образования нового смысла. Схожий приём был использован автором в дальнейшем в романе «Шлем ужаса». Этот приём создаёт эффект неизбежности для героя «Ухряба». Как отмечал филолог В. В. Десятов, «ухряб штурмует сознание Маралова, „конденсируясь“ из различных текстов».
В рассказе «Ухряб» Пелевин опирается на идеи и приёмы Набокова.

## Публикация
Рассказ впервые опубликован в фантастическом альманахе «Завтра» (выпуск 1, 1991), а также в составе первого авторского сборника Пелевина «Синий фонарь» (1991).